# Concours international de piano Ferruccio-Busoni

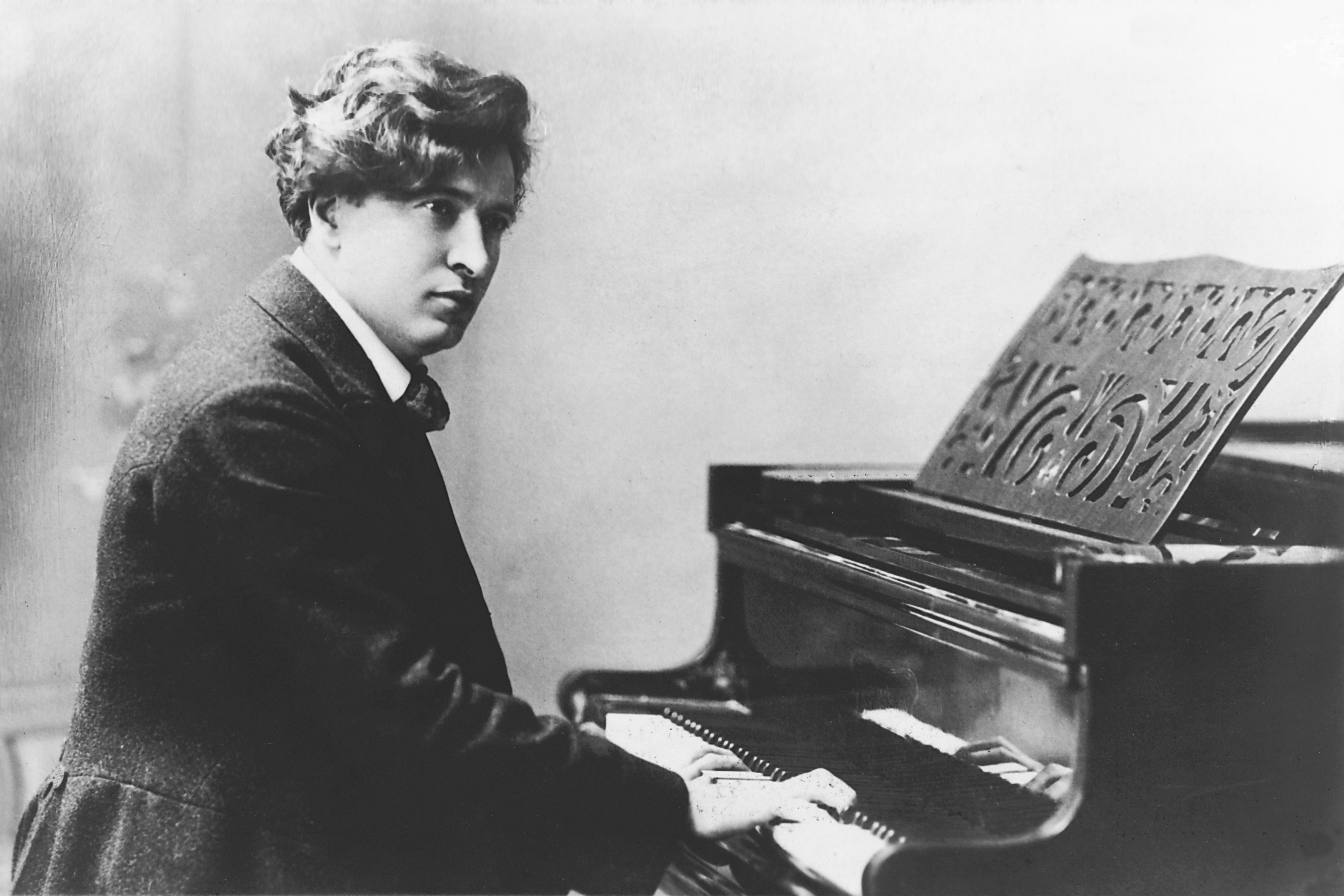
Ferruccio Busoni, portrait face droit jouant du piano.

Le Concours international de piano Ferruccio Busoni (en italien : Concorso Pianistico Internazionale Ferruccio Busoni ; en allemand : Internationaler Klavierwettbewerb Ferruccio Busoni ; en anglais : International Piano Competition Ferruccio Busoni) est un concours de piano ouvert à tous les jeunes pianistes.
Il a été fondé à Bolzano en 1949 par Cesare Nordio, en hommage au grand compositeur et pianiste italien Ferruccio Busoni.

## Historique
Le premier concours international de piano Ferruccio Busoni a été organisé en 1949 par Cesare Nordio qui alors dirigeait le Conservatoire Claudio Monteverdi de Bolzano, pour célébrer le 25e anniversaire du décès du pianiste et compositeur Ferruccio Busoni. La Seconde Guerre mondiale à peine terminée, Cesare Nordio souhaitait également jeter un pont entre les cultures italienne et germanique et pour cela utiliser l'influence et le renom de Ferruccio Busoni, qui a été un artiste italien très actif en Allemagne au début du XXe siècle. Arturo Benedetti Michelangeli a soutenu le projet et a fait partie du jury du premier concours. Alfred Brendel a obtenu le 4e prix à cette occasion. En peu d'années, ce concours de piano a trouvé une place importante au milieu des autres compétitions de cette nature.
En 1956, le jeune Maurizio Pollini a pris part à ce concours et en 1957 Martha Argerich a obtenu le premier prix. Parmi les autres lauréats, on trouve Bruno Canino, Agustin Anievas, Joaquín Achúcarro, Jerome Rose, Garrick Ohlsson et Alberto Nosè.
Parmi les membres du jury, on trouve: Arturo Benedetti Michelangeli, Nikita Magaloff, Igor Markevitch, Carlo Maria Giulini, Garrick Ohlsson, Bruno Canino, Paul Badura-Skoda, Rafael Orozco, Joaquín Soriano, Gerhard Oppitz, Abdel Rahman El Bacha, Michele Campanella, Leif Ove Andsnes, Hiroko Nakamura, Valery Afanassiev et Elisso Virsaladze.
Le concours qui à sa création était annuel, se tient désormais tous les deux ans depuis 2002. La première année est une phase de présélection de 24 candidats qui concourent l'année suivante.

## Lauréats
Sont lauréats :
- 1949 : Premier Prix : non attribué. Second Prix : Lodovico Lessona. Troisième Prix : Rossana Orlandini. Quatrième Prix : Alfred Brendel.
- 1950 : Premier Prix : non attribué. Second Prix : Karl Heinz Schlüter. Troisième Prix : Jacques Coulaud.
- 1951 : Premier Prix : non attribué. Second Prix : non attribué. Troisième Prix : Karl Engel et Walter Klien.
- 1952 : Premier Prix : Sergio Perticaroli. Second Prix : Andrzej Wasowski. Troisième Prix : Marisa Candeloro et Agostino Orizio.
- 1953 : Premier Prix : Ella Goldstein. Second Prix : Monte Hill Davis. Troisième Prix : Esteban Sanchez Herrero.
- 1954 : Premier Prix : Aldo Mancinelli. Second Prix : Gabriel Tacchino. Troisième Prix : Günter Ludwig.
- 1955 : Premier Prix : non attribué. Second Prix : Germaine Devéze. Troisième Prix : Günter Ludwig et Maria da Penha.
- 1956 : Premier Prix : Jörg Demus. Second Prix : Ivan Davis. Troisième Prix : James Mathis. Quatrième Prix : Bruno Canino et Michael Ponti.
- 1957 : Premier Prix : Martha Argerich. Second Prix : Ivan Davis et Jerome Lowenthal. Troisième Prix : Jeaneane Dowis.
- 1958 : Premier Prix : non attribué. Second Prix : José Kahan et Ronald Turrini. Troisième Prix : Fabio Peressoni et Michael Ponti. Quatrième Prix : Bruno Canino
- 1959 : Premier Prix : non attribué. Second Prix :Cécile Ousset et  John Perry. Troisième Prix : Imre Antal et Leonhard Hokanson. Quatrième Prix : Joaquín Achúcarro.
- 1960 : Premier Prix : non attribué. Second Prix : Agustin Anievas et James Mathis. Troisième Prix : Imre Antal.
- 1961 : Premier Prix : Jerome Rose. Second Prix : Norma Fisher et Howard Aibel. Troisième Prix : Dubravka Tomšič Srebotnjak.
- 1962 : Premier Prix : non attribué. Second Prix : Brenton Dale Bartlett. Troisième Prix : Iván Erőd et Reynaldo Reyes.
- 1963 : Premier Prix : non attribué. Second Prix : Gernot Kahl. Troisième Prix : José Maria Contreras.
- 1964 : Premier Prix : Michael Ponti. Second Prix : François-Joël Thiollier. Troisième Prix : Ivan Drenikov.
- 1965 : Premier Prix : non attribué. Second Prix : Bojidar Noev. Troisième Prix : James Dick.
- 1966 : Premier Prix : Garrick Ohlsson. Second Prix : Richard Goode.
- 1967 : Premier Prix : non attribué. Second Prix : Ivan Klansky. Troisième Prix : Pietro Maranca.
- 1968 : Premier Prix : Vladimir Selivochin. Second Prix : Mark Zeltser. Troisième Prix : Benedikt Köhlen et Craig Sheppard.
- 1969 : Médaille d'or : Kun-Woo Paik (unique attribution). Premier Prix : Ursula Oppens. Second Prix : Annamaria Cigoli. Troisième Prix : Akiko Kitagawa.
- 1970 : Premier Prix : non attribué. Selection Prize : Maria Luisa Lopez-Vito.
- 1971 : Premier Prix : non attribué. Second Prix : Nina Tichman. Troisième Prix : Ilan Rogoff et Marioara Trifan.
- 1972 : Premier Prix : Arnaldo Cohen. Second Prix : non attribué. Troisième Prix : Peter Bithell et David Oei.
- 1973 : Premier Prix : non attribué. Second Prix : Roland Keller et Andrzej Ratusinski.
- 1974 : Premier Prix : Robert Benz. Second Prix : Pascal Devoyon. Troisième Prix : Diane Walsh.
- 1975 : Premier Prix : non attribué. Second Prix : Staffan Scheja. Troisième Prix : Laszlo Simon et Terence Judd.
- 1976 : Premier Prix : Roberto Cappello. Second Prix : Daniel Rivera. Troisième Prix : Susan Ann Howes et Adrienne Shannon.
- 1977 : Premier Prix : non attribué. Second Prix : Ayami Ikeba et Véronique Roux. Troisième Prix : Joop Celis et Kyoto Ito.
- 1978 : Premier Prix : Boris Bloch. Second Prix : Dennis Lee. Troisième Prix : Arnulf von Arnim. Quatrième Prix : Josep Colom.
- 1979 : Premier Prix : Catherine Vickers. Second Prix : non attribué. Troisième Prix : Alyce Le Blanc.
- 1980 : Premier Prix : non attribué. Second Prix : Ruriko Kikuchi, Rolf Plagge et Hai-Kyung Suh.
- 1981 : Premier Prix : Margarita Höhenrieder. Second Prix : Lev Natochenny. Troisième Prix : Boyan Vodenitcharov.
- 1982 : Premier Prix : non attribué. Second Prix : Hung-Kuan Chen. Troisième Prix : Daniel Blumenthal et Yukino Fujiwara.
- 1983 : Premier Prix : non attribué. Second Prix : Robert Mc Donald. Troisième Prix : Frederick Blum et Arthur Greene.
- 1984 : Premier Prix : Louis Lortie. Second Prix : Matthias Fletzberger. Troisième prix : Bernd Glemser.
- 1985 : Premier Prix : José Carlos Cocarelli. Second Prix : Uriel Tsachor et Akira Wakabayashi. Troisième prix : Nataljia Vlassenko.
- 1986 : Premier Prix : non attribué. Second prix : Benjamin Frith et Pedrag Muzijevic. Troisième prix : R. Clipper Erickson et Igor Kamenz.
- 1987 : Premier prix : Lilya Zilberstein. Second prix : Valery Kuleshof. Troisième prix : Ian Munro et Alfredo Perl.
- 1988 : Premier Prix : non attribué. Second Prix : Igor Kamenz et Benjamin Pasternack. Troisième Prix : Fabio Bidini.
- 1989 : Premier Prix : non attribué. Second Prix : Alexandar Madzar. Troisième Prix : Francesco Cipolletta et Valery Grohovsky.
- 1990 : Premier Prix : non attribué. Second Prix : Olivier Cazal. Troisième Prix : Midori Nohara.
- 1991 : Premier Prix : non attribué. Second Prix : Olivier Cazal et Igor Kamenz. Troisième Prix : Stanislav Judenich.
- 1992 : Premier prix : Anna Kravtchenko. Second Prix : Fabio Bidini. Troisième Prix : Mark Anderson et Sergei Babayan.
- 1993 : Premier prix : Roberto Cominati. Second Prix : Vitaly Samoschko. Troisième Prix : Olivier Cazal.
- 1994 : Premier prix : Mzia Simonishwili. Second Prix : Iwao Murakami. Troisième Prix : Corrado Rollero.
- 1995 : Premier prix : Alexander Shtarkman. Second Prix : Sergei Tarasov.
- 1996 : Premier prix : non attribué. Second prix : Jan Gottlieb Jiracek. Troisième Prix : Michael Dantschenko.
- 1997 : Premier prix : non attribué. Second prix : Yoon-Soo Lee. Troisième Prix : Dimitri Vorobieff.
- 1998 : Premier prix : non attribué. Second prix : Olaf John Laneri. Troisième Prix : Catherine Chi.
- 1999 : Premier prix : Alexander Kobrin. Second Prix : Alberto Nosè. Troisième Prix : Min-Soo Sohn.
- 2000 : Premier prix : non attribué. Second prix : non attribué. Troisième Prix : Ayako Kimura et Carl Wolff.
- 2001 : Premier prix : Alexander Romanovsky. Second Prix : Hea-Jung Cho. Troisième Prix : Dong-Min Lim.
- 2003 : Premier prix : non attribué. Second prix : Maria Stembolskaia. Troisième prix : Lyubov Gegetchkori et Mu-Ye Wu.
- 2004/2005 : Premier prix : Giuseppe Andaloro. Second prix : Mariangela Vacatello. Troisième prix :  Hye-Jin Kim.
- 2006/2007 : Premier prix : non attribué. Second prix : Sofya Gulyak et Dinara Nadzhafova. Troisième prix :  	Lilian Akopova.
- 2008/2009 : Premier prix : Michail Lifits. Second prix : Alexey Lebedev. Troisième prix : Gesualdo Coggi.
- 2010/2011 : Premier prix : non attribué. Second prix : Anna Bulkina et Antonii Barishevskyi. Troisième prix : Tatiana Chernichka.
- 2012/2013 : Premier prix : non attribué. Second prix : Rodolfo Leone. Troisième prix : Akihiro Sakiya et Dmitry Shishkin.
- 2014/2015 : Premier prix : Chloe (Ji-Yeong) Mun. Second prix : Alberto Ferro. Troisième prix : Roman Lopatynskyi.
- 2016/2017[5] : Premier prix : Ivan Krpan ; second prix : Jae-Yeon Won ; troisième prix : Anna Geniushene.
- 2018/2019[6] : Premier prix : Emanuil Ivanov ; second prix : Shiori Kuwahara ; troisième prix : Giorgi Gigashvili.
- 2021[7] :
  - 1er prix : Jae Hong Park (Corée du Sud)
  - 2e prix : Do-Hyun Kim (Corée du Sud)
  - 3e prix : Lukas Sternath (Autriche)
- 2023 :
  - 1er prix : Arsenii Mun (Russie)[8]
  - 2e prix : Anthony Ratinov
  - 3e prix : Ryota Yamazaki